# Diana Evans
Diana Omo Evans (Londra, 1972) è una scrittrice e giornalista britannica.

## Biografia
Nata a Londra nel 1972 da genitori con discendenza nigeriana e britannica, ha trascorso parte della sua giovinezza a Lagos.
Dopo aver conseguito un B.A. all'Università del Sussex, ha lavorato come ballerina e giornalista musicale prima di conseguire un M.A. in scrittura creativa alla University of East Anglia.
Ha esordito nella narrativa nel 2005 con 26A, romanzo incentrato sulla sua giovinezza e la morte prematura della sorella gemella, ottenendo il Betty Trask Award.
Corrispondente per il Guardian, ha in seguito pubblicato The Wonder nel 2009 e La geometria delle coppie nel 2018.

## Opere principali

### Romanzi
- 26A (26a, 2005), Milano, Terre di Mezzo, 2006 traduzione di Laura Prandino ISBN 88-89385-82-0.
- The Wonder (2009)
- La geometria delle coppie (Ordinary People, 2018), Torino, Einaudi, 2021 traduzione di Federica Oddera ISBN 978-88-06-24775-1.

## Premi e riconoscimenti
- Betty Trask Award: 2005 vincitrice con 26A
- Women's Prize for Fiction: 2019 finalista con La geometria delle coppie[10]
- South Bank Sky Arts Award: 2019 vincitrice nella categoria Letteratura con La geometria delle coppie[11]